# 矩圆叶蓝果树
矩圆叶蓝果树（学名：Nyssa sinensis var. oblongifolia）为蓝果树科蓝果树属下的一个变种。

## 扩展阅读
- 維基物種上的相關：矩圆叶蓝果树